# Roger Salengro

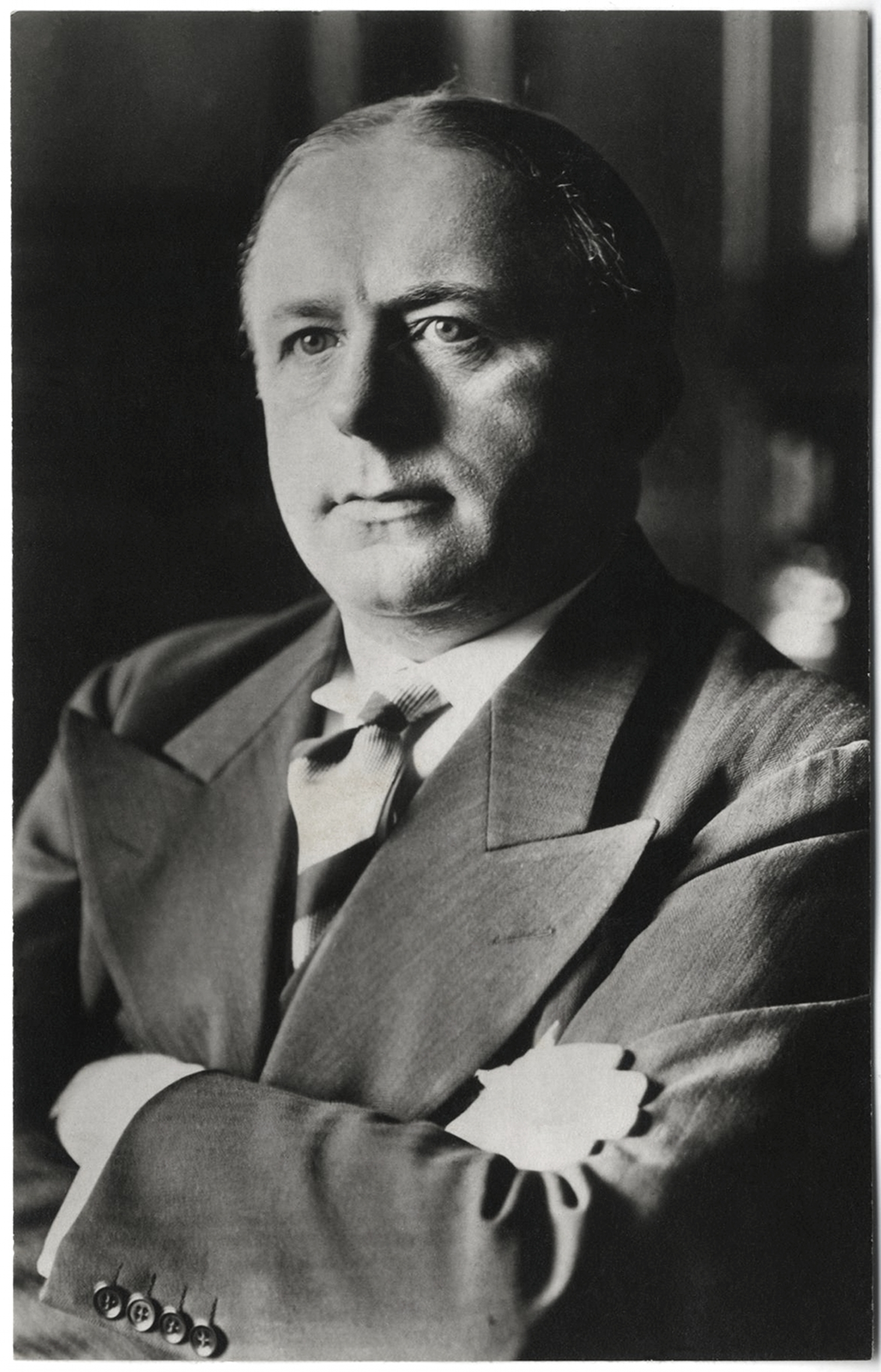
Roger Salengro

Roger Salengro (Rijsel, 30 mei 1890 - 17 of 18 november 1936) was een Frans socialistisch politicus. Hij was burgemeester van Rijsel en minister van Binnenlandse Zaken in de Volksfrontregering.

## Levensloop
Salengro werd al op jonge leeftijd een aanhanger van de marxist Jules Guesde. In augustus 1914 werd hij als anti-militarist gedurende enkele weken aangehouden. Hij kwam toch onder de wapens en vroeg zelf aan om frontdienst te mogen doen. In de lente van 1915 werd hij ziek en moest hij gehospitaliseerd worden. Hij keerde terug naar het front en werd op 7 oktober 1915 krijgsgevangen gemaakt. Hij werd geïnterneerd in Beieren en organiseerde daar een werkstaking onder de Franse krijgsgevangenen. Hij werd hiervoor tot dertien maanden strafkamp veroordeeld. Omdat hij leed aan een zenuwaandoening werd hij via Zwitserland naar Frankrijk gerepatrieerd.

### Lokale politiek
In 1919 werd hij verkozen voor de socialistische partij SFIO in de gemeenteraad van Rijsel. Hij hielp mee aan het reorganiseren van de lokale afdeling en schreef voor het lokale partijblad Le Cri du Peuple. In 1925 werd hij burgemeester van Rijsel en hij zou dit blijven tot 1929.

### Nationale politiek

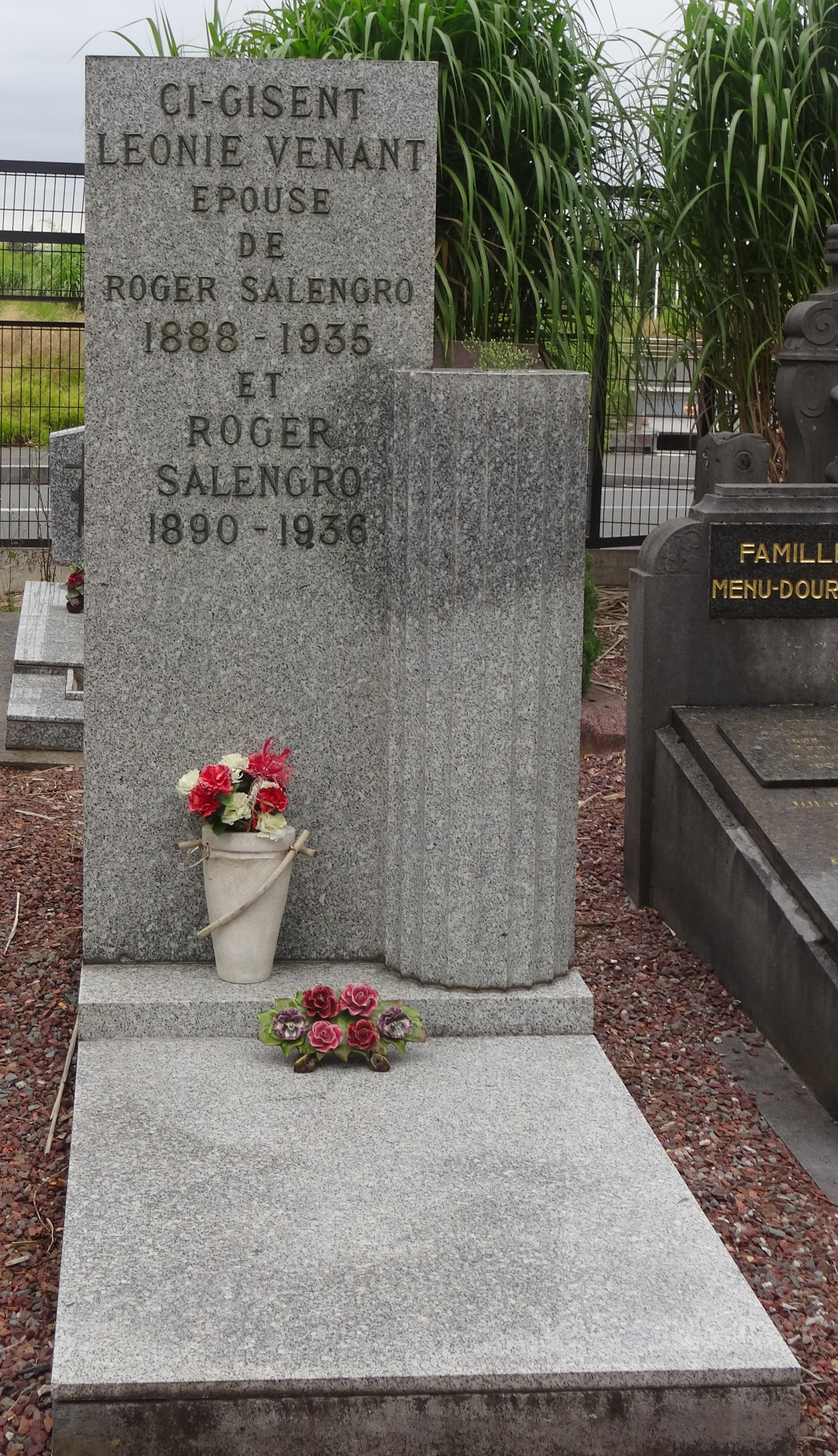
Graf in Rijsel (Cimetière de l'Est)

In 1928 werd hij verkozen als volksvertegenwoordiger. Hij werd opnieuw verkozen in 1932 en 1936. In de volksfrontregering van Léon Blum werd hij benoemd tot minister van Binnenlandse Zaken. In juni 1936 onderhandelde hij met de vakbonden de Akkoorden van Matignon, die de betaalde vakantie, een 40-urenwerkweek en minimumlonen vastlegden. Dit akkoord en zijn maatregelen tegen extreemrechts leidden tot een haatcampagne in de rechtse pers. L'Action française haalde zijn militaire verleden aan, dat al eerder door de communisten was aangehaald om Salengro onderuit te halen. In januari 1916 was er immers een onderzoek wegens destertie geopend tegen Salengro. Hoewel hij hiervoor was vrijgesproken, bleven L'Action française en de krant Gringoire op dit thema hameren. Zij haalden ook zijn repatriëring tijdens de oorlog door de Duitsers aan. Een commissie voorgezeten door generaal Maurice Gamelin bevestigde na onderzoek dat er geen sprake was van desertie. Er volgde ook een vertrouwensstemming in de Kamer van Afgevaardigden die het vertrouwen in Salengro bevestigde.

### Dood
Moegetergd en neergeslagen na het overlijden van zijn echtgenote Léonie Venant in 1935 en de ziekte van zijn moeder pleegde Salengro in de nacht van 17 op 18 november 1936 zelfmoord. Hij kreeg een nationale begrafenis in Rijsel die ongeveer een miljoen mensen bijeenbracht.

## Film
Yves Boisset maakte in 2009 de film L'Affaire Salengro over de mediahetze voorafgaand aan de zelfmoord van Salengro.